# Tabanus teraiensis
Tabanus teraiensis är en tvåvingeart som beskrevs av Coher 1971. Tabanus teraiensis ingår i släktet Tabanus och familjen bromsar.
Artens utbredningsområde är Nepal. Inga underarter finns listade i Catalogue of Life.